# Thiago Helguera
Thiago Emanuel Helguera Merello (Paysandú, 26 marzo 2006) è un calciatore uruguaiano, centrocampista del Mirandés, in prestito dal Braga..

## Carriera

### Club
Helguera è cresciuto nel settore giovanile del Nacional, con cui ha firmato il primo contratto professionistico nel gennaio del 2023. Ha debuttato in prima squadra il 30 aprile 2023 nell'incontro di Primera División Profesional de Uruguay vinto 3-0 contro il La Luz.
Nell'estate del 2024 è stato ceduto per 3,8 milioni di € al Braga, club della prima divisione portoghese.
Il 13 agosto 2025 viene ceduto in prestito al Mirandés, in Segunda División.

### Nazionale
Ha giocato con le nazionali giovanili uruguaiane Under-15 ed Under-17.
Nel 2025 ha giocato 7 partite nel campionato sudamericano Under-20.

## Statistiche

### Presenze e reti nei club
Statistiche aggiornate al 20 aprile 2024.
| Stagione        | Squadra         | Campionato      | Campionato | Campionato | Coppe nazionali | Coppe nazionali | Coppe nazionali | Coppe continentali | Coppe continentali | Coppe continentali | Altre coppe | Altre coppe | Altre coppe | Totale | Totale | Totale |
| Stagione        | Squadra         | Comp            | Pres       | Reti       | Comp            | Pres            | Reti            | Comp               | Pres               | Reti               | Comp        | Pres        | Reti        | Pres   | Reti   |        |
| --------------- | --------------- | --------------- | ---------- | ---------- | --------------- | --------------- | --------------- | ------------------ | ------------------ | ------------------ | ----------- | ----------- | ----------- | ------ | ------ | ------ |
| 2023            | Nacional        | PD              | 12         | 0          | CU              | 0               | 0               | CL                 | 1                  | 0                  |             | -           | -           | 13     | 0      |        |
| 2024            | Nacional        | PD              | 4          | 0          | CU              | 0               | 0               | CL                 | 3                  | 0                  |             | -           | -           | 7      | 0      |        |
| Totale carriera | Totale carriera | Totale carriera | 16         | 0          |                 | 0               | 0               |                    | 4                  | 0                  |             | -           | -           | 20     | 0      |        |